# Цепочка ценности

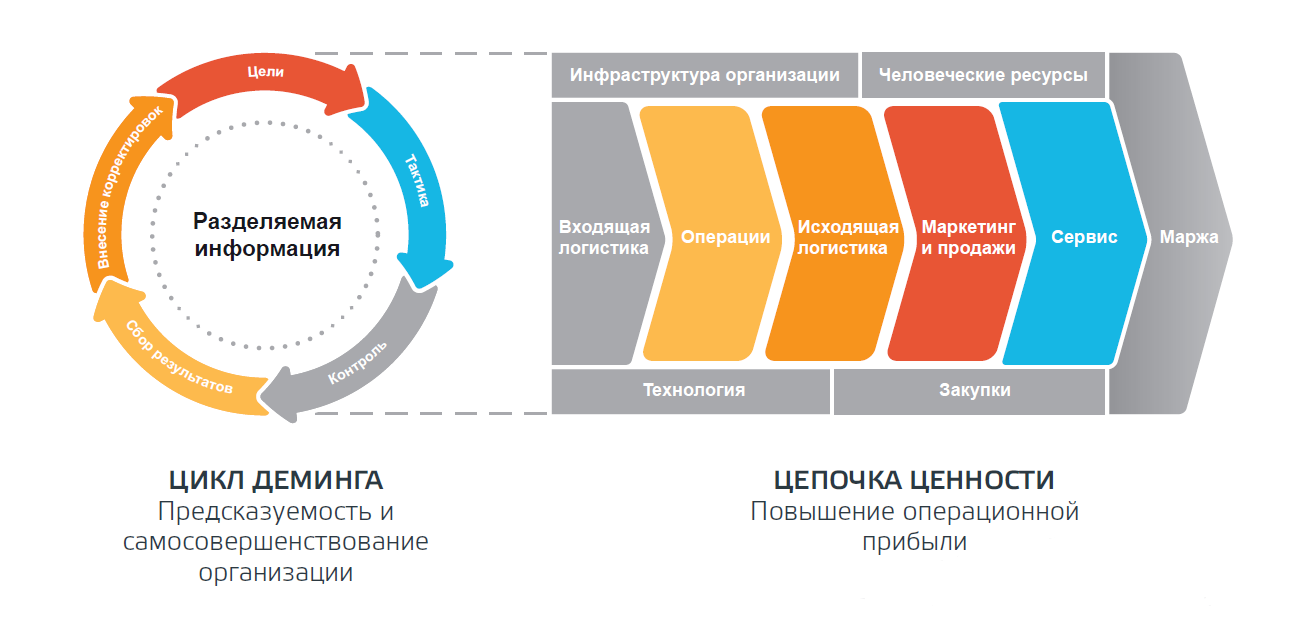
Цепочка создания ценности по М. Портеру

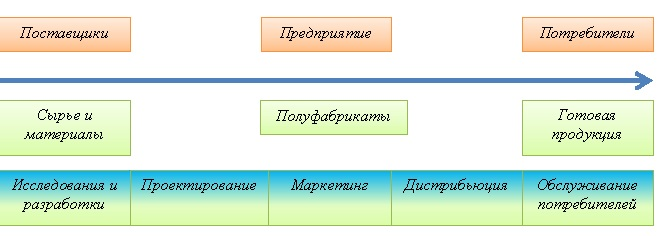
Цепочка ценности по К. Друри

Цепо́чка це́нности (англ. Value chain) — это инструмент стратегического анализа, направленный на подробное изучение деятельности организации с целью стратегического планирования. Идея цепочки ценности была предложена Майклом Портером в книге «Конкурентное преимущество» для выявления источников конкурентного преимущества с помощью анализа отдельных видов деятельности компании. Цепочка ценности «разделяет деятельность компании на стратегически важные виды деятельности с целью изучить издержки и существующие и возможные средства дифференциации». Конкурентное преимущество компании возникает как результат выполнения этих стратегических видов деятельности лучше конкурентов.
Общая ценность, которую фирма обеспечивает своим клиентам, измеряется общей выручкой, то есть количеством реализованных единиц и назначенной ценой. Цель каждой стратегии заключается в создании общей ценности, превышающей общие издержки, то есть максимизации общей маржи. Ценность и, соответственно, маржу создают стратегические важные виды деятельности, которые используют входящие материалы, человеческие ресурсы и технологии для выполнения своей функции. На каждом этапе результатом деятельности выступает информация (например, количество произведённых заказов), показатели производительности и брака, а также финансовые показатели. Все этапы деятельности компании подразделяются на основные и вспомогательные.

## Основные виды деятельности
В большинстве компаний, вне зависимости от того, в какой отрасли она работает, присутствуют пять групп основных видов деятельности:
- входящая логистика;
- операции;
- исходящая логистика;
- маркетинг и продажи;
- сервис.

Входящая логистика связана с приёмом и хранением материальных ресурсов, учётом и расписанием поставок. Под операциями понимают все виды деятельности, направленные на превращение входящих потоков ресурсов в готовую продукцию: производство, упаковка, сборка, обслуживание оборудования, проверка на брак. Исходящая логистика связана с подготовкой готовой продукции и транспортировкой её покупателю. К маркетингу и продажам относятся все мероприятия, которые информируют покупателей о предложениях компании и делают возможным совершение покупки. В последнюю группу, сервис, входят виды деятельности по сохранению ценности продукта для покупателя: установка, ремонт, обучение и обеспечение запасными частями.
В зависимости от специфики деятельности компании одна или несколько групп могут представлять бо́льшую значимость по сравнению с остальными. Для транспортной компании значение логистических операций намного выше, чем, например, производства, в то время как для производственного предприятия всё может быть наоборот. Тем не менее в каждой компании присутствуют элементы всех основных категорий деятельности.

## Вспомогательные виды деятельности
Вспомогательные виды деятельности отличаются от основных тем, что они обеспечивают деятельность одного или нескольких основных этапов, не работают непосредственно над продуктом и не взаимодействуют с клиентами. Выделяют четыре категории вспомогательных видов деятельности:
- материально-техническое снабжение;
- развитие технологий;
- управление человеческими ресурсами;
- инфраструктура компании.

Снабжение, в отличие от входящей логистики, связано с процессом приобретения материальных ресурсов, а не непосредственно с самими ресурсами. К ресурсам относятся все материальные ценности, необходимые для функционирования предприятия, включая оборудование, недвижимость, офисные принадлежности и другие ресурсы. Каждый вид деятельности в цепочке по-своему, но использует технологию, будь то ноу-хау, установленный регламент или технология, по которой работает оборудование.
Процесс развития технологий включает в себя большое количество видов деятельности, которые можно разделить на две группы: действия по улучшению продукта или вспомогательных процессов. Связанные с конечным продуктом мероприятия, как правило, проводятся на протяжении всей цепочки, тогда как связанные с процессами относятся к одной или нескольким процессам.
В группу действий по управлению человеческими ресурсами относят мероприятия по подбору, отбору, обучению, развитию и мотивации всех сотрудников организации. Вопросы, связанные с человеческими ресурсами, возникают на протяжении всей цепочки, поэтому некоторые действия распространяются на все элементы цепочки.
К инфраструктуре относят общий менеджмент, планирование, финансы, бухгалтерский учёт, управление качеством, решение юридических вопросов и взаимодействие с государственными органами. В отличие от большинства вспомогательных видов деятельности, инфраструктура присутствует на всей цепочке и не относится ни к одному из этапов. Несмотря на репутацию центра затрат, инфраструктура может также являться источником конкурентного преимущества, так как бесперебойное функционирование всех систем компании приводит к более низким материальным и транзакционным издержкам и может выгодно отличать компанию от конкурентов.

## Применение цепочки ценности
Следует использовать полный анализ цепочки ценности, а не ограничиваться сравнением маржи с конкурентами, поскольку цепочка ценности позволяет выявить и работать над основными источниками издержек, а также определить возможность создания дифференциации за счёт одного или нескольких этапов.
Цепочка ценности является одним из основных инструментов для определения конкурентного преимущества компании с целью разработки конкурентной стратегии, а также помогает выстроить организационную систему компании в соответствии с её долгосрочной стратегией.
Смежные виды деятельности внутри организации должны быть объединены в отделы, так как в таком случае снижаются издержки координации. Способность организовать части компании в соответствии с видами деятельности из цепочки ценности выступает важным конкурентным преимуществом, которое непосредственно влияет на успешность реализации стратегии.